# 524 км
524 км — опустевший населённый пункт (тип: железнодорожная казарма) в Лопарёвском сельском поселении Галичского района Костромской области России. Фактически урочище.

## География
Расположен в северо-западной части региона, фактически в черте посёлка Лопарёво, на историческом пути Трансиба. 

## История
Населённый пункт появился при строительстве в 1900-х годах Транссибирской магистрали. В селении жили семьи тех, кто обслуживал железнодорожную инфраструктуру. 

## Население
| 2008 | 2010 | 2012 | 2014 |
| ---- | ---- | ---- | ---- |
| 5    | ↗10  | ↘4   | →4   |

## Инфраструктура
Путевое хозяйство. 

## Транспорт
Доступен автомобильным и железнодорожным транспортом.